# Liga Mexicana de Béisbol 1936
La Temporada 1936 de la Liga Mexicana de Béisbol fue la edición número 12. Se mantiene en 6 el número de equipos pero hubo 2 cambios de sede, desaparecen los equipos de Santa María y Club San Rafael de México. En su lugar entran los equipos de Gallos de Santa Rosa y Cerveceros de Nogales. El calendario constaba de 20 juegos que se realizaban solamente los fines de semana, el equipo con el mejor porcentaje de ganados y perdidos se coronaba campeón de la liga. 
Agrario de México obtuvo su segundo título y el primer bicampeonato de la historia de la liga al terminar en primer lugar con marca de 13 ganados y 7 perdidos, con un juego de ventaja sobre el Lomas de México. El mánager campeón fue Salvador Teuffer, convirtiéndose en el primer timonel que logró ganar títulos en años consecutivos.

## Equipos participantes
| Liga Mexicana de Béisbol 1936 |           |                          |
| Equipo                        | Fundación | Ciudad                   |
| Agrario de México             | 1935      | México, D. F.            |
| Cerveceros de Nogales         | 1936      | Nogales, Veracruz        |
| Electricistas del Necaxa      | 1935      | México, D. F.            |
| Gallos de Santa Rosa          | 1935      | Ciudad Mendoza, Veracruz |
| Lomas de México               | 1934      | México, D. F.            |
| Tigres de Comintra            | 1928      | México, D. F.            |

## Posiciones
| Liga Mexicana de Béisbol | Liga Mexicana de Béisbol | Liga Mexicana de Béisbol | Liga Mexicana de Béisbol | Liga Mexicana de Béisbol |
| Equipo                   | JG                       | JP                       | PCT                      | JV                       |
| ------------------------ | ------------------------ | ------------------------ | ------------------------ | ------------------------ |
| Agrario                  | 13                       | 7                        | .650                     | -                        |
| Lomas                    | 12                       | 8                        | .600                     | 1.0                      |
| Comintra                 | 11                       | 9                        | .550                     | 2.0                      |
| Santa Rosa               | 8                        | 12                       | .400                     | 5.0                      |
| Necaxa                   | 8                        | 12                       | .400                     | 5.0                      |
| Nogales                  | 8                        | 12                       | .400                     | 5.0                      |

| Campeón de la Liga |